# Сигнифер
Сигнифер (лат. signum — знак, ferre — нести) — младший офицер в древнеримской армии, нёсший эмблему когорты, манипула и центурии — сигнум. Каждая центурия в легионе имела своего сигнифера, таким образом, в легионе их насчитывалось 59. Сигнифером когорты был сигнифер её первой центурии.
Сигнум представлял собой длинный деревянный шест, увенчанный позолоченным копьём или фигурой открытой человеческой ладони в круглом венке — манус (manus), означающей клятву верности, принесённой солдатами. Есть версия, что сигнумы с человеческой ладонью в качестве навершия принадлежали манипулам, а с навершием в виде копья — когортам и центуриям. Ниже располагалась табличка с наименованием и номером части, а также награды, которыми она была награждена, — серебряные и золотые диски (фалеры) и венки. На сигнумах преторианских когорт размещались портреты императора и членов его семьи, изображения богини победы Виктории и скорпиона(символа преторианской гвардии).
Помимо своей церемониальной роли, в практическом плане сигнифер центурии также был её казначеем, который отвечал за выплату жалования солдатам, сохранность их сбережений и финансовое управление подразделения.
Внешним отличием сигнифера была медвежья или волчья шкура, надетая поверх шлема с завязанными на шее лапами. Сигниферы вспомогательных частей (ауксилий) отличались шкурами с обрезанными мордами. У преторианских сигниферов шкура была львиной. Вооружение состояло из меча (гладиуса), кинжала (пугио). В качестве защитной экипировки сигниферы использовали кольчугу или чешуйчатый доспех и небольшой круглый щит (парму), который носился сбоку на ремне.